# Lakes (Alaska)
Lakes is een plaats (census-designated place) in de Amerikaanse staat Alaska, en valt bestuurlijk gezien onder Matanuska-Susitna Borough.

## Demografie
Bij de volkstelling in 2000 werd het aantal inwoners vastgesteld op 6706.

## Geografie
Volgens het United States Census Bureau beslaat de plaats een oppervlakte van
39,9 km², waarvan 35,4 km² land en 4,5 km² water.

## Plaatsen in de nabije omgeving
De onderstaande figuur toont nabijgelegen plaatsen in een straal van 16 km rond Lakes.